# 学会名鑑
学会名鑑（がっかいめいかん）とは、日本学術会議、日本学術協力財団、科学技術振興機構による日本学術会議協力学術研究団体のデータベース。日本学術会議と日本学術協力財団によって発行されていた同名の冊子、学術雑誌を前身とする。

## 概要

### 冊子版
1966年（昭和41年）から1981年（昭和56年）まで発行されていた『全国学協会総覧』、1988年（昭和63年）から1996年（平成8年）まで発行されていた『全国学術研究団体総覧』の後継として、2001年（平成13年）から同じく日本学術会議と財団法人 日本学術協力財団が日本学術会議登録学術研究団体（日本学術会議協力学術研究団体）について記載するディレクトリである『学会名鑑』を3年おきに発行していた。しかし、2007年（平成19年）の『学会名鑑2007〜9年度版』をもって、紙の冊子としての『学会名鑑』の発行を終了する。

### Web版
2011年（平成23年）7月29日に日本学術会議、日本学術協力財団、独立行政法人科学技術振興機構が共同で日本学術会議協力学術研究団体を網羅するオンライン・データベース、ウェブディレクトリとして「『学会名鑑』Web版」の運営を開始し、以後「Web版」のみが提供されている。『学会名鑑2007〜9年度版』を元に、五十音順や「人文・社会科学」、「生命科学」、「理学・工学」といった分野別での検索が可能となっている。また、科学技術情報発信・流通総合システム（J-STAGE）や2011年11月に同じくデータベースであるresearchmapに統合された、研究開発支援総合ディレクトリ（ReaD）といった他のデータベースとも提携し、それぞれの情報も『学会名鑑』にリンクされるようになっている。2016年（平成28年）にリニューアルされた。内容は各学会ごとに「指定内容」を中心に「実態調査」を行った上で記載されるが、サイトに掲載されている日本学術会議協力学術研究団体の学会の担当者はログインすることで内容を随時更新することができるようになっていた。
2022年6月末、国立研究開発法人科学技術振興機構（JST）運営サイトから日本学術会議のサイト内ページでの公開に移行した。